# Aderus breviculus
Aderus breviculus es una especie de insecto coleóptero de la familia Aderidae. Fue descrito científicamente por George Charles Champion en 1920.

## Distribución geográfica
Habita en Borneo.